# Hüvelyk Panna (film, 1994)
A Hüvelyk Panna (eredeti cím: Thumbelina) 1994-ben bemutatott amerikai rajzfilm, amely Hans Christian Andersen azonos című meséje alapján készült, és a 6. Don Bluth-film. Az animációs játékfilm rendezői Don Bluth és Gary Goldman, producerei Don Bluth, Gary Goldman és Jonh Pomeroy. A forgatókönyvet szintén Don Bluth írta, a zenéjét Barry Manilow szerezte. A mozifilm a Don Bluth Entertainment gyártásában készült, a Warner Bros. Family Entertainment forgalmazásában jelent meg. Műfaja zenés fantasyfilm.
Amerikában 1994. március 30-án, Magyarországon 1994. augusztus 25-én mutatták be a mozikban.

## Szereplők
| Szereplő              | Eredeti hang                            | Magyar hang                           |
| --------------------- | --------------------------------------- | ------------------------------------- |
| Hüvelyk Panna         | Jodi Benson                             | Pápai Erika                           |
| Cornelius herceg      | Gary Imhoff                             | Miller Zoltán László Boldizsár (ének) |
| Jacquimo              | Gino Conforti                           | Csonka András                         |
| Grundel               | Joe Lynch                               | Gesztesi Károly                       |
| Bogár úr              | Gilbert Gottfried Randy Crenshaw (ének) | Kassai Károly                         |
| Vakond úr             | John Hurt                               | Hankó Attila                          |
| Mezei egér kisasszony | Carol Channing                          | Schubert Éva                          |
| Tabitha királynő      | June Foray                              | Kassai Ilona                          |
| Colbert király        | Kenneth Mars                            | Gruber Hugó                           |
| Hüvelyk Panna mamája  | Barbara Cook                            | Kállai Bori                           |
| Varangy asszony       | Charo                                   | Voith Ági                             |
| Mozo                  | Danny Mann                              | Pusztaszeri Kornél                    |
| Gringo                | Loren Lester                            | Rudas István                          |
| Bébi bogár            | Tawny Sunshine Glover                   | Molnár Ilona                          |
| Méhecske              | Michael Nunes                           | Molnár Levente                        |
| Muslica               | Kendall Cunningham                      | Simoncsik Rita                        |
| Nyúlasszony           | Pat Musick                              | Hárai Ágnes                           |
| Róka úr               | Neil Ross                               | Gruber Hugó                           |
| Medve úr              | Neil Ross                               | Gruber Hugó                           |
| Tisztelendő patkány   | Will Ryan                               | Gruber Hugó                           |
| Kecske                | Will Ryan                               | Forgács Péter                         |
| Bátor                 | Will Ryan                               | saját hangján                         |
| Tehén                 | Tony Jay                                | Varga T. József                       |

## Szinkronstábok
| Magyar változat munkatársai | Magyar változat munkatársai |
| --------------------------- | --------------------------- |
| Magyar szöveg               | Dobos Éva                   |
| Hangmérnök                  | Márkus Tamás                |
| Rendezőasszisztens          | Árvai Zsuzsa                |
| Vágó                        | Árvai Zsuzsa                |
| Gyártásvezető               | Fehér József                |
| Zenei rendező               | Oroszlán Gábor              |
| Szinkronrendező             | Mohácsi Emil                |
| Szinkronstúdió              | Mafilm Audio Kft.           |
| Forgalmazó                  | InterCom Zrt.               |

## Betétdalok
| Magyar                                     | Magyar                                                    | Angol                                    | Angol                                   |
| Dal                                        | Előadó                                                    | Dal                                      | Előadó                                  |
| ------------------------------------------ | --------------------------------------------------------- | ---------------------------------------- | --------------------------------------- |
| Halld meg szíved szavát (főcím)            | Csonka András                                             | Follow Your Heart (intro)                | Gino Conforti                           |
| Pöttöm Panna                               | Pápai Erika Varga T. József Náray Erika Forgács Péter     | Thumbelina                               | Jodi Benson Tony Jay Farm állatai       |
| Hamarosan                                  | Pápai Erika                                               | Soon                                     | Jodi Benson                             |
| Szárnyad hadd legyek                       | László Boldizsár Pápai Erika                              | Let Me Be Your Wings                     | Gary Imhoff Jodi Benson                 |
| Vár az út                                  | Voith Ági Gesztesi Károly Pusztaszeri Kornél Rudas István | On the Road                              | Charo Joe Lynch Danny Mann Loren Lester |
| Halld meg szíved szavát                    | Csonka András                                             | Follow Your Heart                        | Gino Conforti                           |
| Kis bogaram, bébi                          | Kassai Károly                                             | Yer Beautiful, Baby                      | Randy Crenshaw                          |
| Hamarosan (repríz)                         | Kállai Bori                                               | Soon (reprice)                           | Barbara Cook                            |
| Férjnek jó a vakond                        | Schubert Éva                                              | Marry the Mole                           | Carol Channing                          |
| Szárnyad hadd legyek (repríz)              | Pápai Erika                                               | Let Me Be Your Wings (reprice)           | Jodi Benson                             |
| Szárnyad hadd legyek (vége főcím változat) | Szárnyad hadd legyek (vége főcím változat)                | Let Me Be Your Wings (end title version) | Barry Manilow Debra Byrd                |

## Televíziós megjelenések
HBO, TV3, Super TV2, Mozi+ 